# St. Martin (Ottendichl)

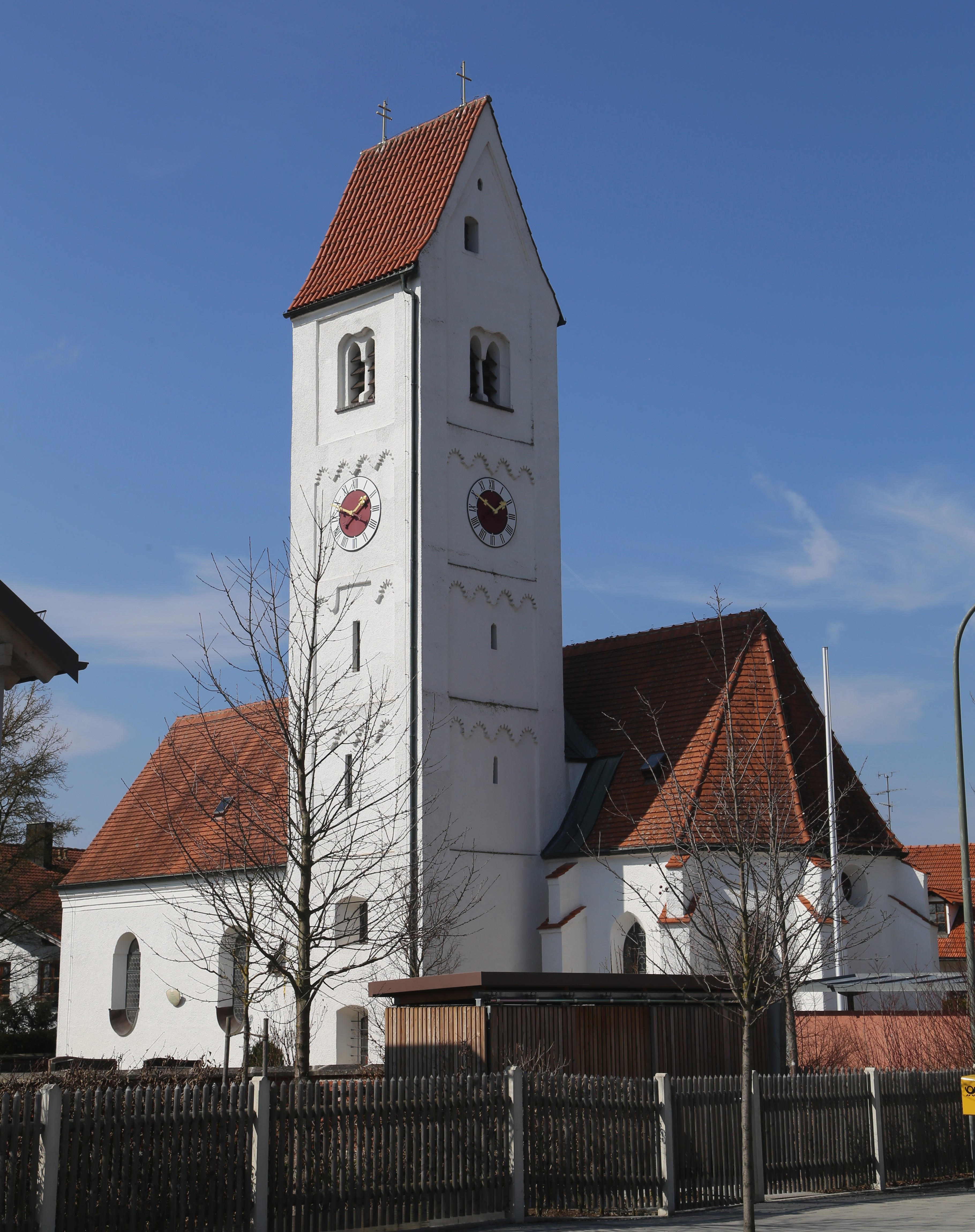
St. Martin in Ottendichl

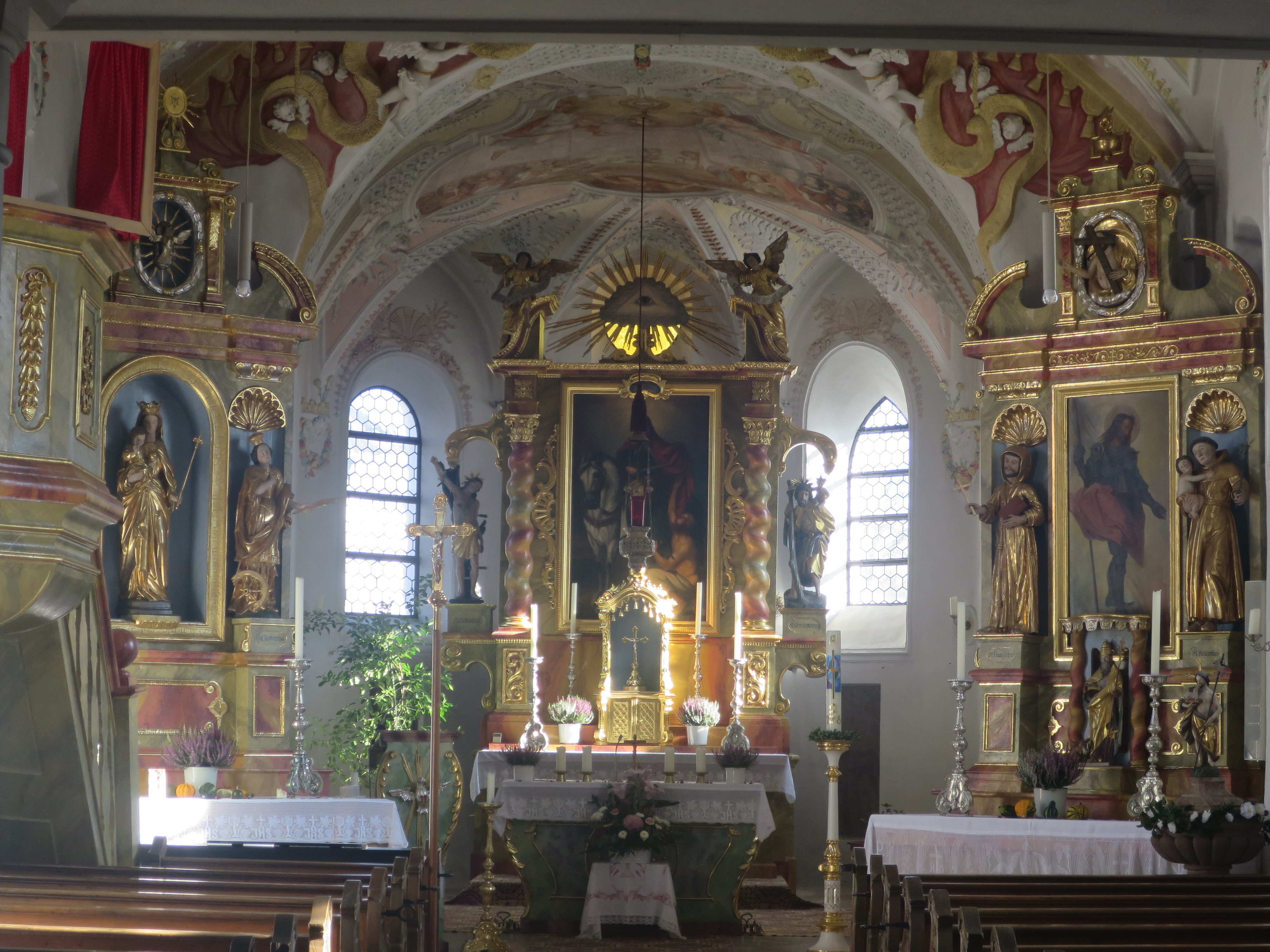
Innenansicht von St. Martin

Die römisch-katholische Pfarrkirche St. Martin in Ottendichl (Gemeinde Haar bei München) im oberbayerischen Landkreis München ist eine Kirche mit einschiffigem Langhaus und Chorflankenturm. Es ist ein Baudenkmal mit der BLfD-Aktennummer D-1-84-123-14.

## Geschichte
Ottendichl wird im Jahr 981 erstmals urkundlich erwähnt. Die spätgotische Pfarrkirche St. Martin wurde um das Jahr 1475 errichtet, nachdem die kleinere, romanische Kirche abgerissen worden war. 1696/97 erfolgte eine barocke Erweiterung. Die Weihe erfolgte 1698 durch den Freisinger Bischof Johann Franz Eckher von Kapfing und Liechteneck. Die Sakristei wurde durch Josef Berlinger 1901 erneuert. 1987 bis 1991 und 2008 bis 2013 erfolgten Renovierungen der Kirche.

## Baubeschreibung
Katholische Kirche, einschiffiges Langhaus mit eingezogenem spätgotischem Polygonalchor, angefügter Sakristei und Chorflankenturm, um 1475, Langhaus um 1697 verändert, Sakristei durch Josef Berlinger 1901 erneuert; mit Ausstattung

## Orgel
Die Orgel mit 12 Registern auf zwei Manualen und Pedal wurde 1991 von Anton Staller in das Gehäuse eines Vorgängerinstrumentes aus dem Jahr 1795 eingebaut. Die Disposition lautet:
| I Hauptwerk |       |
| Rohrflöte   | 8′    |
| Principal   | 4′    |
| Quinte      | 2 ⁄3′ |
| Waldflöte   | 2′    |
| Mixtur IV   | 2′    |

| II Oberwerk |       |
| Geeckt      | 8′    |
| Salicional  | 8′    |
| Koppelflöte | 4′    |
| Sesquialter | 2 ⁄3′ |
| Principal   | 2′    |

| Pedal    |     |
| Subbaß   | 16′ |
| Oktavbaß | 8′  |

- Koppeln: II/I, I/P, II/P
- Bemerkungen: Schleifladen, mechanische Spiel- und Registertraktur